# キャロル・ダグラス
キャロル・ダグラス (Carol Douglas, 1948年4月7日 - ) は、アメリカ合衆国のソウルミュージック、ディスコミュージック系の黒人女性歌手。"Doctor's Orders" のヒット(1974年) によって、ポップ・ソウル、ポップ・ソウルの初期のヒット歌手として記録されている。
彼女は1960年代半ばに「高校時代の恋人」ケン・ダグラスと結婚し、1970年代初頭に音楽活動を再開した。オリジナル・フロント歌手のアーリーン・スミスをフィーチャーした、シャンテルズのラインナップでオールディーズ・サーキットで全国ツアーを行った[。シャンテルズ、ダグラスはキャピトルのためにシングル「サム・ティアーズ・フォール・ドライ」をカットしている。
1974年、ダグラスはショービズ誌の広告を通じて、ミッドランド・インターナショナル・レコードにスカウトされた。レーベルの副社長兼レコードプロデューサーのエディ・オローリンは、サニーのイギリスでのヒットシングル「ドクターズ・オーダーズ」を聴いて、そのトラックをアメリカ市場でシングル・カットするための女性ボーカリストを探していた。ダグラスのオーディションにより5年間の契約が結ばれ、彼女のバージョンの「ドクターズ・オーダーズ」はビルボード・ディスコ・チャートで2位、R&Bで9位、Hot 100で11位に達するヒットとなった。このシングルはフランスでも第4位を記録した。
オローリンは『ドクターズ・オーダーズ』のプロデューサーとしてクレジットされているが、プロデュースはメコ・モナルドが担当しており、彼は『ドクターズ・オーダーズ』とほぼ同時期にポップ・チャートを駆け上がったグロリア・ゲイナーの『ネヴァー・キャン・セイ・グッバイ』も担当していた。